# Haemulon
Este é um gênero da família Haemulidae.

## Espécies
- Haemulon album  (Cuvier, 1830)
- Haemulon aurolineatum  (Cuvier, 1830)
- Haemulon bonariense  (Cuvier, 1830)
- Haemulon boschmae  (Metzelaar, 1919)
- Haemulon carbonarium  (Poey, 1860)
- Haemulon chrysargyreum  (Günther, 1859)
- Haemulon flaviguttatum  (Gill, 1862)
- Haemulon flavolineatum  (Desmarest, 1823)
- Haemulon macrostomum  Günther, 1859
- Haemulon maculicauda  (Gill, 1862)
- Haemulon melanurum  (Linnaeus, 1758)
- Haemulon parra  (Desmarest, 1823)
- Haemulon plumierii  (Lacepède, 1801)
- Haemulon schrankii  Agassiz, 1831
- Haemulon sciurus  (Shaw, 1803)
- Haemulon scudderii  (Gill, 1862)
- Haemulon serrula  (Cuvier, 1830)
- Haemulon sexfasciatum  (Gill, 1862)
- Haemulon squamipinna  (Rocha & Rosa, 1999)
- Haemulon steindachneri  (Jordan & Gilbert, 1882)
- Haemulon striatum  (Linnaeus, 1758)